# Makedonien i Eurovision Song Contest 2017
Makedonien deltog i Eurovision Song Contest 2017 i Kiev, Ukraina. Landet representerades av Jana Burčeska med låten "Dance Alone". Artisten valdes internt den 21 november 2016 och bidraget släpptes 10 mars 2017. 
Makedoniens bidrag tävlade i den andra semifinalen men lyckades inte nå finalen.